# Placy-Montaigu
Placy-Montaigu és un municipi francès situat al departament de la Manche i a la regió de Normandia. L'any 2007 tenia 199 habitants.

## Demografia

### Població
El 2007 la població de fet de Placy-Montaigu era de 199 persones. Hi havia 92 famílies de les quals 33 eren unipersonals (18 homes vivint sols i 15 dones vivint soles), 22 parelles sense fills, 22 parelles amb fills i 15 famílies monoparentals amb fills.
La població ha evolucionat segons el següent gràfic:
Habitants censats

### Habitatges
El 2007 hi havia 115 habitatges, 90 eren l'habitatge principal de la família, 18 eren segones residències i 7 estaven desocupats. 114 eren cases i 1 era un apartament. Dels 90 habitatges principals, 65 estaven ocupats pels seus propietaris, 24 estaven llogats i ocupats pels llogaters i 1 estava cedit a títol gratuït; 1 tenia una cambra, 6 en tenien dues, 14 en tenien tres, 20 en tenien quatre i 49 en tenien cinc o més. 72 habitatges disposaven pel capbaix d'una plaça de pàrquing. A 39 habitatges hi havia un automòbil i a 40 n'hi havia dos o més.

### Piràmide de població
La piràmide de població per edats i sexe el 2009 era:
| Homes | Edats   | Dones |
| ----- | ------- | ----- |
| 0     | 95 o +  | 0     |
| 0     | 90 a 94 | 0     |
| 4     | 85 a 89 | 0     |
| 0     | 80 a 84 | 4     |
| 0     | 75 a 79 | 4     |
| 8     | 70 a 74 | 8     |
| 8     | 65 a 69 | 4     |
| 0     | 60 a 64 | 8     |
| 0     | 55 a 59 | 0     |
| 4     | 50 a 54 | 0     |
| 8     | 45 a 49 | 4     |
| 12    | 40 a 44 | 8     |
| 12    | 35 a 39 | 4     |
| 4     | 30 a 34 | 8     |
| 8     | 25 a 29 | 12    |
| 4     | 20 a 24 | 4     |
| 4     | 15 a 19 | 8     |
| 0     | 10 a 14 | 4     |
| 8     | 5 a 9   | 4     |
| 0     | 0 a 4   | 0     |

## Economia
El 2007 la població en edat de treballar era de 126 persones, 89 eren actives i 37 eren inactives. De les 89 persones actives 85 estaven ocupades (50 homes i 35 dones) i 5 estaven aturades (2 homes i 3 dones). De les 37 persones inactives 24 estaven jubilades, 5 estaven estudiant i 8 estaven classificades com a «altres inactius».

### Ingressos
El 2009 a Placy-Montaigu hi havia 93 unitats fiscals que integraven 217 persones, la mediana anual d'ingressos fiscals per persona era de 15.298 €.

### Activitats econòmiques
Dels 13 establiments que hi havia el 2007, 4 eren d'empreses de construcció, 2 d'empreses de comerç i reparació d'automòbils, 1 d'una empresa d'hostatgeria i restauració, 1 d'una empresa financera, 2 d'empreses immobiliàries, 1 d'una empresa de serveis i 2 d'empreses classificades com a «altres activitats de serveis».
Dels 4 establiments de servei als particulars que hi havia el 2009, 1 era un taller de reparació d'automòbils i de material agrícola, 1 fusteria, 1 lampisteria i 1 electricista.
L'any 2000 a Placy-Montaigu hi havia 35 explotacions agrícoles que ocupaven un total de 539 hectàrees.

## Poblacions més properes
El següent diagrama mostra les poblacions més properes.